# Gruppo Editoriale Romi Osti
Il Gruppo Editoriale Romi Osti (in precedenza: ATR Srl/Rete9 Sas/Italia9 Snc/La10 Srl/Gruppo Romi Osti Editore Milano/Gruppo Ostitel/La9 SpA), Uniset Srl o Digital Srl è un insieme di società padovane che gestiscono e trasmettevano sul digitale terrestre, il canale televisivo a diffusione nazionale, tramite multiplex terzi, La9.
La rete del gruppo trasmetteva in prevalenza spazi televisivi dedicati alle televendite e trasmissioni di cartomanzia e lottologia e ha chiuso il 30 giugno 2022 in seguito alla scadenza del contratto di affitto di banda con Persidera Spa sul mux ReteA1.

## Storia
Nata a Rovigo nel 1975, per iniziativa di Roberto Mario Osti, il gruppo comincia la propria avventura, creando Radio Veneto. Nel 1976, viene creato il primo canale televisivo del gruppo, Tele Veneto. Nel 1990, con l'entrata in vigore della Legge Mammì, e grazie all'acquisizione di altri emittenti televisive, il gruppo si allarga, e vengono create ATR (Azienda Televisiva Radiofonica) e Italia 9, quest'ultima che è costretta a cambiare nome in Rete 9 a causa dell'altro canale di terzi già esistente Italia9 Network, successivamente il canale cambia nome in Super9. Nel 1998, il gruppo si trasferisce a Padova, e viene rilevata l'emittente Studio 38 di Cesenatico per ampliare le proprie frequenze.
Nel nuovo millennio nasce La9, il gruppo Ostitel dopo avere rilevato le frequenze di Telemare; nel gennaio 2003 Marzio Cesarini di Telegabbiano/Gabbiano Tv stipula un accordo con Romi Osti: “Dal 1975 – dichiara Cesarini a Millecanali – ho dovuto sempre fare da solo e adesso le cose cambieranno grazie a Romi Osti. In Romagna non ci sono editori con cui fare televisione, o non sono nati, a parte Tiziano Tampellini. La Ostitel è la quarta potenza a livello nazionale e il gabbiano televisivo non aveva queste possibilità per cui abbiamo deciso di accorparci al gruppo Osti; credo di riuscire a mantenere la mia identità…. Certo non sono più editore televisivo, mi sono fatto ingaggiare, anche se probabilmente acquisterò una piccola quota della proprietà di questa nuova tv. Il marchio del Gabbiano sparirà dagli schermi de "La8-Romagna Veneto" fra qualche tempo, mentre i due palinsesti dovrebbero essere fusi insieme”.
Dopo qualche mese scompare lo storico logo di TeleGabbiano e compare definitivamente quello de La9 che aveva sede nella zona industriale di Rimini, dove una volta c'erano gli studi della concorrente VGA. Nel 2004 è la volta di Tele Alpi, La9 inizia così a coprire diverse regioni: oltre all'Emilia Romagna anche il Piemonte (rilevando le frequenze piemontesi di Tele Alpi) e la Lombardia. L'emittente ha molte sinergie con la consorella La8, quest'ultima tv nata dalle ceneri di A.T.R di Rovigo, visibile in Veneto, Friuli e parte del Trentino, e, tramite la sua consorella La9, in Piemonte, Lombardia ed Emilia Romagna e parte delle Marche, L'emittente proponeva un tg nazionale in quattro edizioni, le rubriche Pollice verde e Appuntamento cinema, un tg e altre rubriche.
Mentre nel 2009 viene aperta anche una sede di La8 e La9 a Treviso a Villorba, chiusa poi nel 2011 per calo di introiti pubblicitari fra il 60% ed il 70% correlato alla perdita di aree di ricezione seguita all'introduzione del digitale terrestre, trasferendo nella sede centrale di Padova tutte le programmazioni.
Nel corso degli anni sulla tv analogica e digitale nascono anche i canali La10 (precedente nome inizio 2000: Tele 10), La11, La12, La13, La14, La15, La16, La18 e La20; con lo switch-off del digitale terrestre nascono inoltre i canali Orler Channel, La Sportiva, Outlet Channel, La9 Italia, La9 Nazionale, Donna Italia; che poi vengono rimpiazzati dalle attuali tv presenti nel proprio multiplex. Il gruppo Ostitel ha trasmesso anche sul satellite i canali La8 e La9, sulla numerazione di SKY Italia e su Hot Bird 13B fino a settembre 2020. Il 23 marzo 2021 per rottamare le frequenze per il nuovo digitale terrestre in arrivo nel 2022, vengono spenti definitivamente i multiplex di proprietà presenti in Piemonte, Veneto, Trentino Alto Adige, Emilia Romagna e Toscana.

## Televisioni
I canali del gruppo erano:
- La9, canale 169 del digitale terrestre, emittente che aveva copertura nazionale nel multiplex Rete A 1 (precedenti nomi in ordine: "La11", "Outlet Channel", "Donna Italia", “Tele Donna”, "Tele Nove", "La9 Nazionale").
- A.T.R. Azienda Televisiva Radiofonica (Rovigo)
- Teleradio Veneto (Rovigo)
- A.R.T.E. Veneto (Ferrara)
- Telemare (Cesenatico)
- Studio 38 (Cesenatico)
- TeleGabbiano poi Gabbiano Tv (Cerasolo e Savignano)
- Tele Amica, trasmetteva sul canale 151 del digitale terrestre (precedenti nomi in ordine: "La13", "La Sportiva", "La9 Italia", "Canale 151")
- La8/La9 Nord, canali 76 e 81 del digitale terrestre, emittente con copertura interregionale nel multiplex Studio1, presente dal 12 marzo 2021 con doppio logo di rete con la stessa programmazione su due lcn del telecomando, che ingloba le televendite in onda in precedenza sia de La8 che de La9;
- Tele Moda, canale 168 del digitale terrestre, emittente con copertura nazionale nel multiplex Alpha (precedenti nomi in ordine: "OrlerTv", "Orler Channel", “Arte Moda”);
- 10 (precedenti nomi in ordine: “Tele10”, “La10”)
- La11
- La12
- La13
- La14
- La15
- La16
- La18
- La20
- La9 Sat
- La8 Sat

## Radio

### Passato
- Radio Veneto (Rovigo)